# 图永
图永（法語：Touillon，法語發音：[tujɔ̃]）是法国科多尔省的一个市镇，属于蒙巴尔区。

## 地理
图永（47°39'7"N, 4°25'35"E）面积36.98 平方千米，位于法国勃艮第-弗朗什-孔泰大區科多尔省，该省份为法国中东部省份，北起奥布省，西接涅夫勒省和约讷省，南至索恩-卢瓦尔省，东南接汝拉省，东临上索恩省，东北部与上马恩省接壤。
与图永接壤的市镇（或旧市镇、城区）包括：埃泰、凡莱蒙巴尔、迪埃斯穆瓦地区丰泰内、弗雷讷、吕斯奈勒迪克、马尔马涅、蒙巴尔、维莱讷昂迪埃穆瓦。

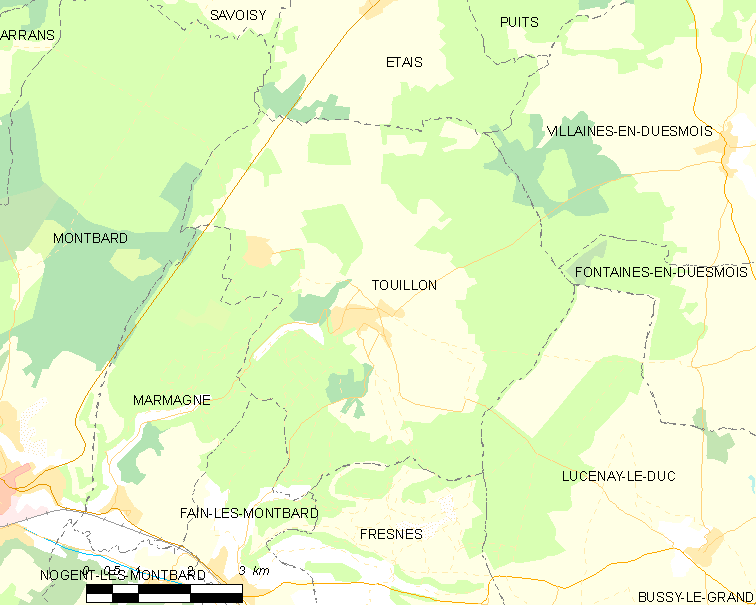
图永的OSM定位图

图永的时区为UTC+01:00、UTC+02:00（夏令时）。

## 行政
图永的邮政编码为21500，INSEE市镇编码为21641。

## 政治
图永所属的省级选区为蒙巴尔县。

## 人口

1962-2008年间图永人口变化图示

图永于2022年1月1日时的人口数量为461人。